# Robin Tunney
Robin Tunney (Chicago, 19 de junho de 1972) é uma atriz norte-americana de teatro, cinema e televisão. É conhecida por seu papel como Teresa Lisbon na série de televisão O Mentalista (2008-2015), e pela interpretação de Veronica Donovan em Prison Break (2005-2006).
Tuney fez sua estreia no cinema na comédia de 1992, Encino Man. Ela ganhou destaque com papéis principais nos filmes cult Empire Records (1995) e The Craft (1996). Ela recebeu a Volpi Cup for Best Actress, bem como indicações para Gotham e Independent Spirit por sua atuação em Niagara (1997). Ela teve papéis principais nos filmes de ação e suspense End of Days(1999), Supernova e Limite Vertical (ambos em 2000). Em 2006, ela foi aclama pela crítica por sua interpretação de uma vítima de agressão sexual no drama independente Open Window. Suas outras aparições notáveis em filmes incluem Cherish, The Secret Lives of Dentists (ambos em 2000), The In-Laws (2003), Hollywoodland (2006), August, The Burning Plain (ambos em 2008), Passenger Side (2009), e Looking Glass (2018).

## Inicio de Vida
Tunney nasceu em Chicago, Illinois, filha de um pai vendedor de carros, Patrick, e de uma mãe bartender, Cathy. O pai de Tunney nasceu em Straide, Condado de Mayo, Irlanda, enquanto seus avós maternos eram de Clare Island. Tunney cresceu em Orland Park, um subúrbio ao sudoeste de Chicago. Ela foi criada como católica, frequentou o St. Ignatius College Prep em Chicago e a Chicago Academy for the Arts em Chicago, e residiu em Palos Heights, também na área de Chicago.

## Carreira
Tunney mudou-se para Los Angeles e foi escalada para papéis em Class of '96, Law & Order, Dream On e Life Goes On, entre outros trabalhos. Ela percebeu o sucesso subsequente no papel de Sarah Bailey em The Craft.
Tunney mais tarde aceitou um papel em Niagara, Niagara, pelo qual ganhou a Copa Volpi no Festival Internacional de Cinema de Veneza de 1997. Tunney também contracenou com Arnold Schwarzenegger no filme de ação sobrenatural de 1999, End of Days. Mais tarde, ela foi escalada para um papel de estrela convidada no episódio piloto da série de TV House como uma instrutora de jardim de infância que desmaia no meio de uma aula, resultando em uma condição afásica. Ela também interpretou Veronica Donovan na primeira temporada de Prison Break. Entre as outras realizações de Tunney estavam papéis em O Mentalista, Closing the Ring, bem com The Fix.

## Vida pessoal
Tunney se casou com o produtor e diretor Bob Gosse em 4 de outubro de 1995, e se divorciou em 2006. Tunney foi noiva do escritor e diretor australiano Andrew Dominik de 2009 a 2010.
Tunney ficou noiva de Nick Marmet em 25 de dezembro de 2012, durante suas férias no Rio de Janeiro. Eles têm dois filhos.
Em 28 de junho de 2006, Tunney ganhou sua mesa na oitava série de torneios do Bravo Celebrity Poker Showdown, avançando para a mesa final. O final foi ao ar em 5 de julho de 2006, onde ela ficou em segundo lugar, atrás de Jason Alexander, ganhando $ 200.000 para sua instituição de caridade escolhida, Children's Health Fund. Em agosto de 2006, Tunney jogou na World Series of Poker depois de ter sua taxa de entrada coberta pela sala de cartas online PokerRoom.com.
Ela é prima do vereador de Chicago, Tom Tunney.
Ela é tia de Alexi Pappas.[carece de fontes?]

## Filmografia

### Filme
| Ano  | Título                                     | Função                   |
| ---- | ------------------------------------------ | ------------------------ |
| 1992 | Encino Man                                 | Ella                     |
| 1995 | Empire Records                             | Debra                    |
| 1996 | The Craft                                  | Sarah Bailey             |
| 1996 | Riders of the Purple Sage                  | Elizabeth 'Bess' Erne    |
| 1997 | Julian Po                                  | Sarah                    |
| 1997 | Niagara, Niagara                           | Marcy                    |
| 1998 | Montana                                    | Kitty                    |
| 1998 | Rescuers: Stories of Courage: Two Families | Melvina 'Malka' Csizmadi |
| 1999 | End of Days                                | Christine York           |
| 2000 | Limite Vertical                            | Annie Garrett            |
| 2000 | Supernova                                  | Danika Lund              |
| 2001 | Investigating Sex                          | Zoe                      |
| 2002 | The Secret Lives of Dentists               | Laura                    |
| 2002 | Cherish                                    | Zoe                      |
| 2003 | Abby Singer                                | Ela mesma (cameo)        |
| 2003 | The In-Laws                                | Angela Harris            |
| 2004 | Paparazzi                                  | Abby Laramie             |
| 2004 | Shadow of Fear                             | Wynn French              |
| 2005 | The Zodiac                                 | Laura Parish             |
| 2005 | Runaway                                    | Carly                    |
| 2006 | Hollywoodland                              | Leonore Lemmon           |
| 2006 | The Darwin Awards                          | Zoe                      |
| 2006 | Open Window                                | Izzy                     |
| 2008 | August                                     | Melanie Hanson           |
| 2008 | The Burning Plain                          | Laura                    |
| 2008 | The Two Mr. Kissels                        | Nancy Kissel             |
| 2009 | Passenger Side                             | Theresa                  |
| 2012 | See Girl Run                               | Emmie                    |
| 2015 | My All American                            | Gloria Steinmark         |
| 2018 | Looking Glass                              | Maggie                   |
| 2018 | Monster Party                              | Roxanne Dawson           |
| 2020 | Horse Girl                                 | Agatha Kaine             |

### Televisão
| Ano       | Título                                  | Função                                                           | Notas                                     |
| --------- | --------------------------------------- | ---------------------------------------------------------------- | ----------------------------------------- |
| 1992      | Perry Mason: The Case of Reckless Romeo | Sandra Turner                                                    | Filme para televisão                      |
| 1993      | JFK: Reckless Youth                     | Kathleen 'Kick' Kennedy                                          | Filme para televisão                      |
| 1993      | Cutters                                 | Deborah                                                          | 5 episódios                               |
| 1994      | Law & Order                             | Jill Templeton                                                   | Episódio: "Mayhem"                        |
| 2003      | The Twilight Zone                       | Edie Durant                                                      | Episódio: "Developing"                    |
| 2004      | House                                   | Rebecca Adler                                                    | Episódio: "Pilot"                         |
| 2005–2006 | Prison Break                            | Veronica Donovan                                                 | 23 episódios                              |
| 2007      | Robot Chicken                           | Madame Razz / Entrapta / Carole Demas / Skin Graft Patient (voz) | Episódio: "Slaughterhouse on the Prairie" |
| 2008–2015 | O Mentalista                            | Teresa Lisbon                                                    | Papel principal; 151 episódios            |
| 2016      | Love                                    | SLAA Woman                                                       | Episódio: "The End of the Beginning"      |
| 2018      | Insatiable                              | Brandylynn Huggens                                               | Episódio: "Miss Bareback Buckaroo"        |
| 2019      | The Fix                                 | Maya Travis                                                      | Papel principal; 10 episódios             |

## Prêmios e indicações
| Ano  | Associação                       | Categoria | Trabalho nomeado | Resultado |
| ---- | -------------------------------- | --- | ---------------- | --------- |
| 1997 | MTV Movie Awards                 | Melhor luta (compartilhado com Fairuza Balk)                                                                         | The Craft        | Venceu    |
| 1997 | Volpi Cup                        | Melhor atriz | Niagara, Niagara | Venceu    |
| 1999 | Independent Spirit Awards        | Melhor protagonista feminina                                                                                         | Niagara, Niagara | Indicado  |
| 2001 | Blockbuster Entertainment Awards | Atriz favorita – Ação                                                                                                | Vertical Limit   | Indicado  |
| 2006 | Boston Film Festival             | Festival Prize | Open Window      | Venceu    |
| 2009 | People's Choice Awards           | Best New Series (compartilhado com Simon Baker, Amanda Righetti, Owain Yeoman e Tim Kang)[carece de fontes?]         | The Mentalist    | Venceu    |
| 2015 | 41st People's Choice Awards      | Favorite Crime Drama TV (compartilhado com Simon Baker, Amanda Righetti, Owain Yeoman e Tim Kang)[carece de fontes?] | The Mentalist    | Indicado  |
| 2015 | 41st People's Choice Awards      | Atriz de drama policial favorita na TV                                                                               | The Mentalist    | Indicado  |